# Polisportiva Antares 2013-2014
Questa voce raccoglie le informazioni riguardanti la Polisportiva Antares nelle competizioni ufficiali della stagione 2013-2014.

## Stagione
La stagione 2013-14 è per la Polisportiva Antares, sponsorizzata dalla Puntotel, è la terza consecutiva in Serie A2; come allenatore viene scelto Dino Guadalupi, mentre la rosa è completamente rivoluzionata: alle partenze di Martina Boscoscuro, Angela Gabbiadini, Kristýna Pastulová, Marilyn Strobbee Nadezhda Shopova si registrano gli arrivi di Isabella Di Iulio, Sofia Devetag, Bernadett Dékány, Melissa Martinelli e Giulia Salvi.
Il campionato si apre con tre sconfitte consecutive, mentre la prima vittoria arriva alla quarta giornata con la vittoria sul Gruppo Sportivo Volley Cadelbosco: inizia quindi un periodo di risultati altalenanti che portano la squadra a chiudere il girone di andata al decimo posto in classifica, non utile per essere ripescata nella Coppa Italia di Serie A2. Il girone i ritorno è invece avaro di vittorie: l'unica infatti è quella per 3-0 contro la Beng Rovigo Volley; i risultati negativi spingono la formazione di Sala Consilina all'ultimo posto in classifica, condannandola alla retrocessione al termine della regular season.
Alla Coppa Italia di Serie A2 partecipano tutte le squadre che disputano la Serie A2 2013-14: la Polisportiva Antares esce al primo turno, ossia agli ottavi di finale, a causa della doppia sconfitta, sia nella gara di andata che in quella di ritorno, contro il club di Rovigo.

## Organigramma societario
Area direttiva
- Presidente: Nicola Daralla
- Presidente onorario: Nicola Ammaccapane
- Vicepresidente: Antonio Viglietta
- Consiglieri: Fabio Condemi, Angelo Greco, Luigino Mele, Pasquale Lapadula, Vincenzo Pericolo, Antonio Viglietta

Area organizzativa
- Team manager: Giuseppe Trezza
- Direttore generale: Giuseppe Sarno
- Direttore sportivo: Vincenzo Pericolo
- Addetto agli arbitri: Vincenzo Pericolo
- Consulente legale: Antonello Rivallese
- Responsabile risorse umane: Giusy Alessi
- Responsabile palasport: Pasquale Izzo
- Addetto manutenzioni: Emilio Sbrollini

Area tecnica
- Allenatore: Dino Guadalupi
- Allenatore in seconda: Antonio La Maida
- Scout man: Antonio D'Ambrosio

Area comunicazione
- Ufficio stampa: Pasquale Lapadula
- Video man: Giuseppe Auleta

Area sanitaria
- Medico: Mario Gagliardi, Diodoro Colarusso
- Preparatore atletico: Carlo Sati
- Fisioterapista: Arsenio Spera, Mariantonietta Di Bella
- Ortopedico: Gianluigi Mossuto
- Nutrizionista: Nicola Botta

## Rosa
| N° | Nome                | Ruolo | Data di nascita  | Nazionalità sportiva |
| -- | ------------------- | ----- | ---------------- | -------------------- |
| 1  | Paola Colarusso     | S     | 17 luglio 1988   | Italia               |
| 2  | Melissa Martinelli  | C     | 23 marzo 1993    | Italia               |
| 3  | Camilla Neriotti    | S     | 29 aprile 1994   | Italia               |
| 4  | Natal'ja Kulikova   | S     | 12 maggio 1982   | Russia               |
| 5  | Sofia Devetag       | S     | 20 maggio 1993   | Italia               |
| 7  | Giulia Brignole     | S/O   | 9 settembre 1995 | Italia               |
| 7  | Yuranny Romaña      | S/O   | 4 ottobre 1989   | Colombia             |
| 10 | Monica Lestini      | S     | 13 gennaio 1994  | Italia               |
| 11 | Alessandra Dall'Ara | P     | 9 novembre 1994  | Italia               |
| 12 | Bernadett Dékány    | S     | 30 giugno 1992   | Ungheria             |
| 14 | Giulia Salvi        | C     | 20 luglio 1984   | Italia               |
| 16 | Simona Minervini    | L     | 27 agosto 1994   | Italia               |
| 17 | Isabella Di Iulio   | P     | 26 novembre 1991 | Italia               |

## Mercato
| Acquisti | Acquisti            | Acquisti           | Acquisti   |
| R.       | Nome                | da                 | Modalità   |
| -------- | ------------------- | ------------------ | ---------- |
| S/O      | Giulia Brignole     | Idea               | definitivo |
| S        | Paola Colarusso     | Cadelbosco         | definitivo |
| P        | Alessandra Dall'Ara | La Sportiva        | definitivo |
| S        | Bernadett Dékány    | Robursport Pesaro  | definitivo |
| S        | Sofia Devetag       | Idea               | definitivo |
| P        | Isabella Di Iulio   | Star Falconara     | definitivo |
| S        | Natal'ja Kulikova   | Severstal          | definitivo |
| S        | Monica Lestini      | Robursport Pesaro  | definitivo |
| C        | Melissa Martinelli  | Verona             | definitivo |
| L        | Simona Minervini    | Forlì Bologna      | definitivo |
| S        | Camilla Neriotti    | Chieri '76 Carol's | definitivo |
| S/O      | Yuranny Romaña      | PFU BlueCats       | definitivo |
| C        | Giulia Salvi        | Ornavasso          | definitivo |

| Cessioni | Cessioni           | Cessioni        | Cessioni   |
| R.       | Nome               | a               | Modalità   |
| -------- | ------------------ | --------------- | ---------- |
| L        | Martina Boscoscuro | Wiesbaden       | definitivo |
| S        | Paola Colarusso    | Cadelbosco      | definitivo |
| L        | Giorgia Faraone    | New Libertas    | definitivo |
| S        | Angela Gabbiadini  | New Libertas    | definitivo |
| C        | Giulia Kotlar      | Beng Rovigo     | definitivo |
| S        | Chiara Masotti     | Azzurra Casette | definitivo |
| C        | Kristýna Pastulová | Chara Morin     | definitivo |
| S/O      | Yuranny Romaña     | Alianza Lima    | definitivo |
| P        | Aleksandra Rynk    | San Vito        | definitivo |
| S        | Nadezhda Shopova   | ?               | definitivo |
| C        | Marilyn Strobbe    | Savino Del Bene | definitivo |
| P        | Cecilia Vallicelli | Junior Casale   | definitivo |

## Risultati

### Serie A2

#### Girone di andata
| 1ª giornata - 20 ottobre 2013 PalaCampagnola, Schio                | Towers          | 3 - 0 | Antares      | 25-16, 25-16, 25-22               |
| 2ª giornata - 27 ottobre 2013 PalaPozzillo, Sala Consilina         | Antares         | 1 - 3 | Neruda       | 26-24, 21-25, 14-25, 17-25        |
| 3ª giornata - 3 novembre 2013 Palazzetto dello Sport, San Casciano | San Casciano    | 3 - 0 | Antares      | 25-16, 25-16, 26-24               |
| 4ª giornata - 24 novembre 2013 PalaPozzillo, Sala Consilina        | Antares         | 3 - 1 | Cadelbosco   | 28-30, 25-20, 25-22, 25-21        |
| 5ª giornata - 1º dicembre 2013 PalaPozzillo, Sala Consilina        | Antares         | 1 - 3 | Flero        | 25-20, 22-25, 17-25, 20-25        |
| 6ª giornata - 8 dicembre 2013 Palazzetto dello Sport, Rovigo       | Beng Rovigo     | 3 - 0 | Antares      | 25-20, 25-18, 25-22               |
| 7ª giornata - 15 dicembre 2013 Palazzetto dello Sport, Scandicci   | Savino Del Bene | 2 - 3 | Antares      | 25-15, 18-25, 18-25, 25-19, 6-15  |
| 8ª giornata - 22 dicembre 2013 PalaPozzillo, Sala Consilina        | Antares         | 1 - 3 | Soverato     | 23-25, 21-25, 25-17, 22-25        |
| 9ª giornata - 26 dicembre 2013 PalaPuca, Sant'Antimo               | New Libertas    | 1 - 3 | Antares      | 25-20, 17-25, 13-25, 22-25        |
| 10ª giornata - 6 gennaio 2014 PalaPozzillo, Sala Consilina         | Antares         | 1 - 3 | Pavia        | 22-25, 16-25, 25-10, 22-25        |
| 11ª giornata - 12 gennaio 2014 PalaPozzillo, Sala Consilina        | Antares         | 3 - 2 | Pro Victoria | 25-22, 25-27, 25-21, 27-29, 15-10 |

#### Girone di ritorno
| 12ª giornata - 26 gennaio 2014 PalaPozzillo, Sala Consilina     | Antares      | 1 - 3 | Towers          | 23-25, 22-25, 25-22, 22-25 |
| 13ª giornata - 2 febbraio 2014 PalaResia, Bolzano               | Neruda       | 3 - 1 | Antares         | 25-19, 25-23, 21-25, 25-20 |
| 14ª giornata - 9 febbraio 2014 PalaPozzillo, Sala Consilina     | Antares      | 1 - 3 | San Casciano    | 21-25, 22-25, 25-21, 23-25 |
| 15ª giornata - 16 febbraio 2014 PalaRivalta, Reggio nell'Emilia | Cadelbosco   | 3 - 0 | Antares         | 25-12, 25-18, 28-26        |
| 16ª giornata - 2 marzo 2014 PalaGeorge, Montichiari             | Flero        | 3 - 0 | Antares         | 25-9, 25-16, 26-24         |
| 17ª giornata - 9 marzo 2014 PalaPozzillo, Sala Consilina        | Antares      | 3 - 0 | Beng Rovigo     | 25-16, 25-22, 27-25        |
| 18ª giornata - 16 marzo 2014 PalaPozzillo, Sala Consilina       | Antares      | 1 - 3 | Savino Del Bene | 25-21, 19-25, 18-25, 18-25 |
| 19ª giornata - 23 marzo 2014 PalaScoppa, Soverato               | Soverato     | 3 - 0 | Antares         | 25-19, 25-16, 25-22        |
| 20ª giornata - 30 marzo 2014 PalaPozzillo, Sala Consilina       | Antares      | 1 - 3 | New Libertas    | 24-26, 17-25, 25-22, 21-25 |
| 21ª giornata - 6 aprile 2014 PalaRavizza, Pavia                 | Pavia        | 3 - 0 | Antares         | 26-24, 25-15, 25-22        |
| 22ª giornata - 13 aprile 2014 Palazzetto dello Sport, Monza     | Pro Victoria | 3 - 1 | Antares         | 25-15, 23-25, 25-20, 25-21 |

### Coppa Italia di Serie A2

#### Fase a eliminazione diretta
| Ottavi di finale (andata) - 10 novembre 2013 Palazzetto dello Sport, Rovigo | Beng Rovigo | 3 - 0 | Antares     | 27-25, 25-22, 25-20        |
| Ottavi di finale (ritorno) - 17 novembre 2013 PalaPozzillo, Sala Consilina  | Antares     | 1 - 3 | Beng Rovigo | 25-20, 26-24, 20-25, 18-25 |

## Statistiche

### Statistiche di squadra
| Competizione             | Punti | In casa | In casa | In casa | In trasferta | In trasferta | In trasferta | Totale | Totale | Totale |
| Competizione             | Punti | G       | V       | P       | G            | V            | P            | G      | V      | P      |
| ------------------------ | ----- | ------- | ------- | ------- | ------------ | ------------ | ------------ | ------ | ------ | ------ |
| Serie A2                 | 13    | 11      | 3       | 8       | 11           | 2            | 9            | 22     | 5      | 17     |
| Coppa Italia di Serie A2 | -     | 1       | 0       | 1       | 1            | 0            | 1            | 2      | 0      | 2      |
| Totale                   | -     | 12      | 3       | 9       | 12           | 2            | 10           | 24     | 5      | 19     |

G = partite giocate; V = partite vinte; P = partite perse

### Statistiche dei giocatori
| Giocatore     | Serie A2 | Serie A2 | Serie A2 | Serie A2 | Serie A2 | Coppa Italia di Serie A2 | Coppa Italia di Serie A2 | Coppa Italia di Serie A2 | Coppa Italia di Serie A2 | Coppa Italia di Serie A2 | Totale | Totale | Totale | Totale | Totale |
| Giocatore     | P        | PT       | AV       | MV       | BV       | P                        | PT                       | AV                       | MV                       | BV                       | P      | PT     | AV     | MV     | BV     |
| ------------- | -------- | -------- | -------- | -------- | -------- | ------------------------ | ------------------------ | ------------------------ | ------------------------ | ------------------------ | ------ | ------ | ------ | ------ | ------ |
| G. Brignole   | 19       | 100      | ?        | ?        | ?        | 1                        | 8                        | 6                        | 2                        | 0                        | 20     | 108    | ?      | ?      | ?      |
| P. Colarusso  | 12       | 125      | ?        | ?        | ?        | -                        | -                        | -                        | -                        | -                        | 12     | 125    | ?      | ?      | ?      |
| A. Dall'Ara   | 15       | 11       | ?        | ?        | ?        | 2                        | 3                        | 2                        | 0                        | 1                        | 17     | 14     | ?      | ?      | ?      |
| B. Dékány     | 22       | 363      | ?        | ?        | ?        | 2                        | 27                       | 26                       | 1                        | 0                        | 24     | 390    | ?      | ?      | ?      |
| S. Devetag    | 20       | 75       | ?        | ?        | ?        | 2                        | 4                        | 3                        | 1                        | 0                        | 22     | 79     | ?      | ?      | ?      |
| I. Di Iulio   | 19       | 36       | ?        | ?        | ?        | -                        | -                        | -                        | -                        | -                        | 19     | 36     | ?      | ?      | ?      |
| N. Kulikova   | 6        | 53       | ?        | ?        | ?        | -                        | -                        | -                        | -                        | -                        | 6      | 53     | ?      | ?      | ?      |
| M. Lestini    | 12       | 177      | ?        | ?        | ?        | 2                        | 30                       | 28                       | 2                        | 0                        | 14     | 207    | ?      | ?      | ?      |
| M. Martinelli | 22       | 200      | ?        | ?        | ?        | 2                        | 18                       | 12                       | 4                        | 2                        | 24     | 218    | ?      | ?      | ?      |
| S. Minervini  | 22       | -        | -        | -        | -        | 2                        | -                        | -                        | -                        | -                        | 24     | -      | -      | -      | -      |
| C. Neriotti   | 10       | 7        | ?        | ?        | ?        | -                        | -                        | -                        | -                        | -                        | 10     | 7      | ?      | ?      | ?      |
| Y. Romaña     | 0        | 0        | 0        | 0        | 0        | -                        | -                        | -                        | -                        | -                        | 0      | 0      | 0      | 0      | 0      |
| G. Salvi      | 21       | 134      | ?        | ?        | ?        | 2                        | 12                       | 4                        | 6                        | 2                        | 23     | 147    | ?      | ?      | ?      |

P = presenze; PT = punti totali; AV = attacchi vincenti; MV = muri vincenti; BV = battute vincenti